# 芦乃家雁玉

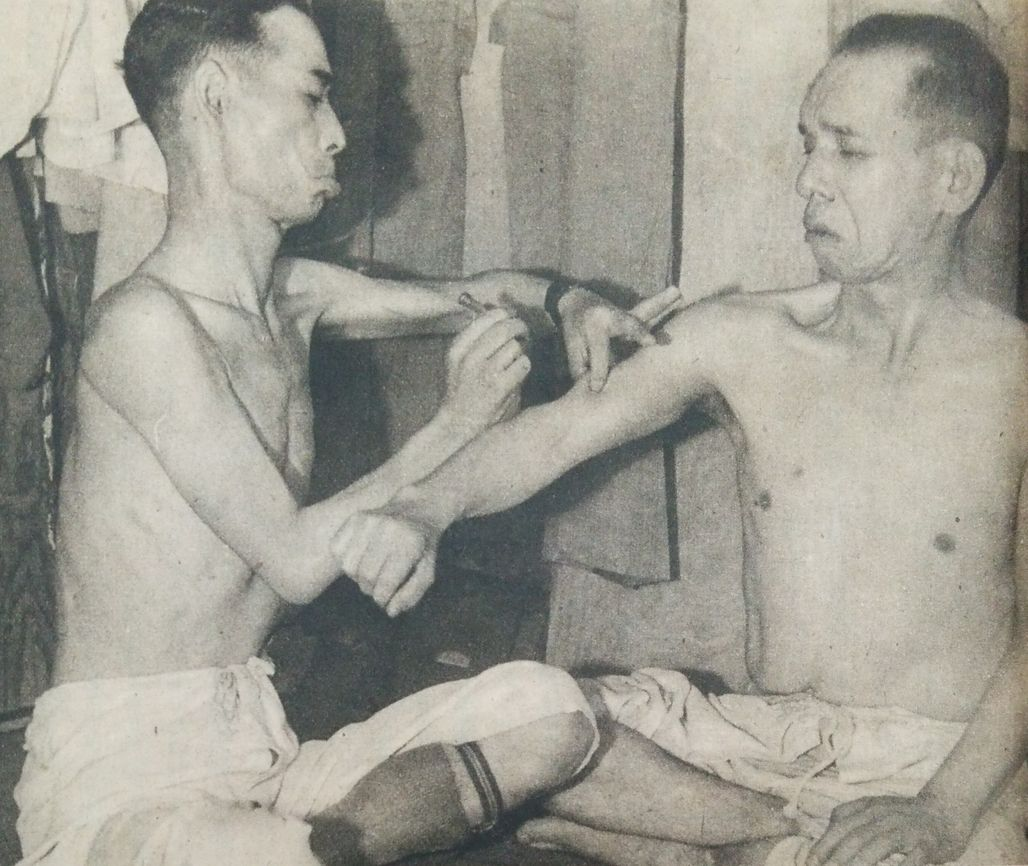
ヒロポンを互いに注射する姿の林田十郎（左）と芦乃家雁玉（右）。1948年

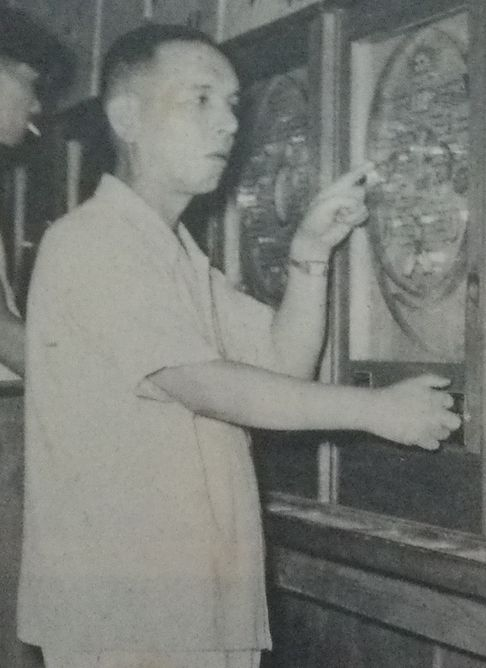
1951年

芦乃家 雁玉（あしのや がんぎょく、1894年1月20日 - 1960年12月30日）は、漫才師。本名: 三井 寒三郎。難波新地の生まれ。享年66。愛称は風貌から「タコ壺」、または「雁さん」。
「雁玉」「雁」という字は尊敬する歌舞伎役者の二代目實川延若の替紋の五つ雁金に由来。

## 人物と芸風
幼少から芸事が好きであった。俄役者の東明幸三郎を兄に持つ。袋物商に奉公しながら、勝手に春の家雁玉を名乗り天狗連で活躍する。1916年頃に晩年の笑福亭吉右衛門（当時は5代目笑福亭吾竹）に見出され弟子に迎え入れられ落語や音曲の修業を積む。1917年頃に雁玉と名乗り独立。
その後、玉子家春夫と名乗り軽口に転向、安来節、万歳の一座に入る。1922年に吉本に買われて寄席に出るようになった。低調だった漫才に落語ネタを持ち込み、新風を起こそうと、漫才師に転向する。相方を変えながら続けていたが、1928年、俄の女形出身の林田十郎とコンビを組む。出囃子は「大拍子」を使う。「雁玉・十郎」コンビの洒落た軽口や独特な味のある掛け合いは人気を呼び、「エンタツ・アチャコ」に次ぐ人気を持ち、活躍した。相方の十郎が漫才のネタに、雁玉の風貌を「タコ壺」と言って観客を爆笑させていた。戦時中は一座「コロッケ劇団」を結成しドサ周りや京都の富貴に出る。
一時、コンビを解消したこともあるが、戦後、復活。
1947年から始まったNHK大阪（＝コールサインからJOBK、または略してBKと呼ばれた）製作の公開演芸番組、『上方演芸会』の司会を務め、オープニングの「いらっしゃいませ」「こんばんは」で全国的な人気を得る。また、この番組は上方漫才のブームを引き起こし、戦後の漫才復興に大きな役割を果たした。新花月、千日劇場、角座などで活躍。十八番ネタは「元は役者」「笑売往来」「スキ問答（秋田實：作）」
また吉本の広報誌の「笑売往来」（1926年から1933年まで発行）は雁玉・十郎のネタに由来。
映画にも十郎とのコンビで出演し、一時妻を喪った「ぼやき漫才」の都家文雄と組む、後に十郎とのコンビを復活も、1958年、十郎が脳出血で倒れコンビ解消。1959年に都家文雄とコンビを組んだほか、単独でラジオ、テレビ出演するなど活躍した。1960年、心臓麻痺で倒れ西成区玉出の自宅で死去。66歳没。
また、野球ファンとして知られ、戦前は藤沢桓夫等と野球チーム作って芸人仲間と試合をよくしていた。南海ホークスの私設応援団長を務めたこともある。

## 弟子
- 芦屋雁之助
- 芦屋小雁
- 芦屋雁平
- 芦乃家一春（後に落語に転じ2代目露の五郎兵衛を名乗る。）
- 芦乃家橘弥